# Olíban

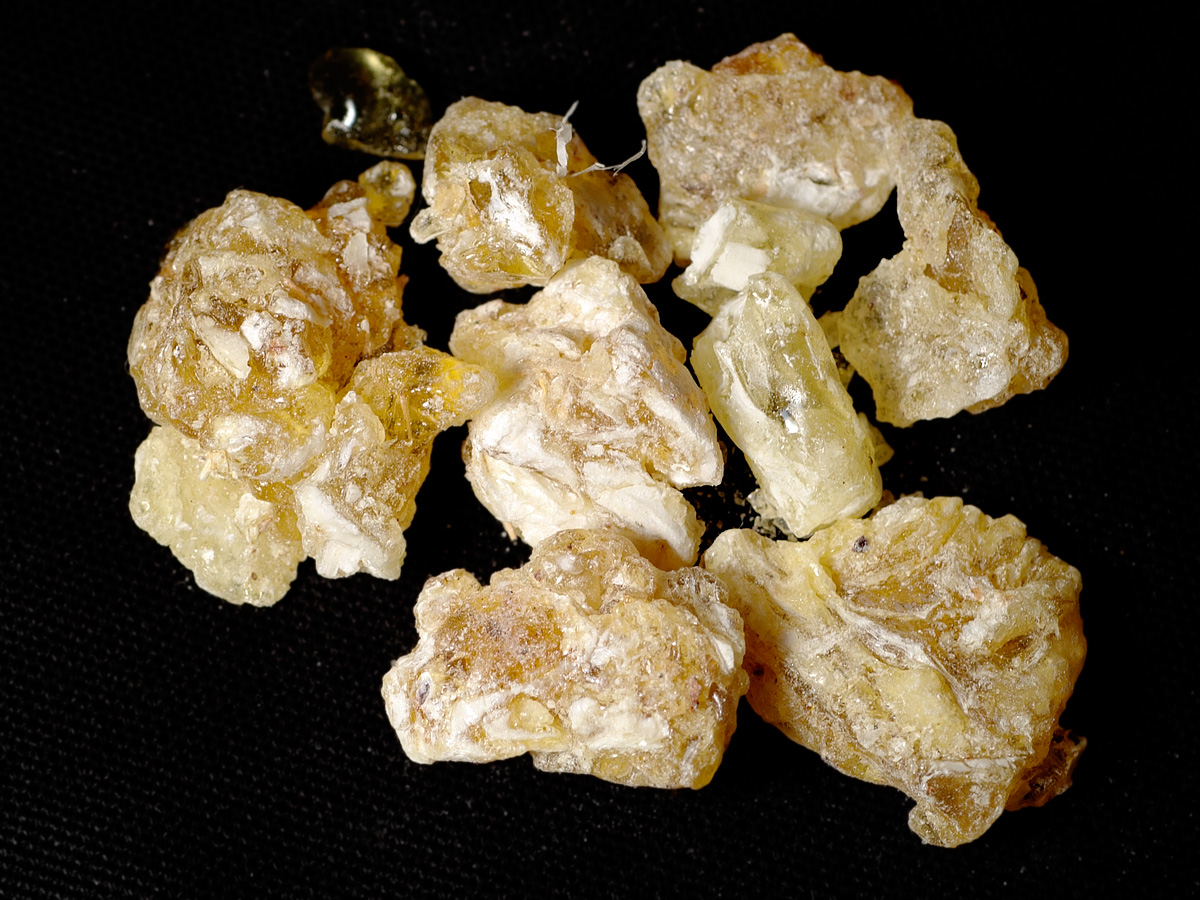
Olíban

L'olíban, l'encens per antonomàsia, és una resina aromàtica utilitzada per a l'elaboració d'encens des de l'Antiguitat, així com perfum. S'obté dels arbres del gènere boswèl·lia de la família de les burseràcies, sobretot de la Boswellia sacra, comuna al Iemen. El terme procedeix de l'àrab i en català medieval apareix com a "olibano" i "olibani", segons el DCVB.
Hi ha diverses espècies de Boswellia que produeixen encens veritable: Boswellia sacra (syn. B. bhaw-dajiana, syn. Boswellia fereana. carteri), B. frereana, Boswellia serrata (B. thurifera, encens indi) i Boswellia papirifera. La resina de cadascun està disponible en diferents graus, que depenen del moment de la collita. La resina està seleccionada a mà per afavorir-ne la qualitat.

## Aplicacions
L'ús de la resina de Boswellia amb finalitats espirituals i medicinals es remunta a civilitzacions antigues. A la resina s'identifiquen nombrosos compostos de diferents categories químiques. Les accions farmacològiques de la resina de Boswellia s'atribueixen als efectes complementaris que exerceixen aquests compostos. Els estudis clínics han demostrat l'eficàcia de la resina d'encens en algunes afeccions com l'asma, l'artritis reumatoide, les malalties de l'intestí irritable, l'osteoartritis i l'esclerosi múltiple recurrent i remitent. L'oli essencial obtingut d'oleoresina de Boswellia serrata mostra activitats antimicrobianes. A més, estudis in vivo en animals revelen que l'oleoresina d'encens presenta activitat neuroprotectora.